# Línea L1 (Montevideo)
La línea L1 es una línea local de la terminal Paso de la Arena, une dicha terminal con el balneario Pajas Blancas. La ida es Pajas Blancas y la vuelta Paso de la Arena.

## Recorridos
| Ida - Paso de la Arena - Camino Cibils - Avenida Luis Batlle Berres - Camino Samuel Tomkinson - Camino Manuel Flores - Camino Gori (Incio servicio a Liceo 43) - Avenida Luis Batlle Berres - Camino Lomas De Zamora (Fin servicio a Liceo 43) - Camino Manuel Flores - Camino Sanguinetti - Playa Colorada - Camino Sanguinetti - Camino Pajas Blancas - Avenida Leal de Ibarra - Rambla Soledad de Malvinas - Balneario Pajas Blancas | Vuelta - Rambla Soledad de Malvinas - Avenida Leal de Ibarra - Camino Pajas Blancas - Camino Sanguinetti - Playa Colorada - Camino Sanguinetti - Camino Manuel Flores - Camino Lomas De Zamora (Inicio servicio a Liceo 43) - Avenida Luis Batlle Berres - Camino Gori (Fin servicio a Liceo 43 - Camino Manuel Flores - Camino Tomkinson - Cosme Agulló - Camino Cibils - Avenida Luis Batlle Berres - Terminal Paso de la Arena |